# 游朴
游朴（1526年—1599年），字太初，号少涧。福建福寧柘洋（今柘荣县）人。明朝政治人物。萬曆甲戌進士，官至湖廣參政。

## 生平
原籍柘荣县，父游德。游朴生於嘉靖五年（1526年），少年聪慧，九歲能文，因家貧寄读于桐山园觉寺。隆庆元年（1567年），中式福建鄉試第八十四名，萬曆二年（1574年），登三甲第七十一名進士。為成都府推官，入京擔任大理寺评事，“三主法司，无一冤狱”，升迁刑部郎中。萬曆十七年（1589年）正月出爲廣東副使，二十年十一月再升迁湖广分守荆西道右参政。万历二十一年（1593年），退休，回柘荣，任《福宁州志》总裁。万历二十七年（1599年）卒。

## 著作
著有《横山社草》、《浙江恤刑谳书》、《藏山集》等。在廣東任職期間，留心夷務，補充蔡汝賢 《東夷圖說》，作《諸夷考》。作品多佚，后人整理有《游参知文集》。

## 身后
游朴去世后，安葬于老家福宁州柘洋（今福建柘荣），游朴墓现为福建省文物保护单位；此外，游朴在福宁州城的故居是霞浦县文物保护单位。

## 家族
曾祖父游以敬；祖父游遜；父游德。母陳氏。永感下。弟游大韶。